# Mycale setosa
Mycale setosa är en svampdjursart som beskrevs av Keller 1891. Mycale setosa ingår i släktet Mycale och familjen Mycalidae.
Artens utbredningsområde är Röda havet. Inga underarter finns listade i Catalogue of Life.